# Freeborn Garrettson
Freeborn Garrettson (Maryland, 1752  – Nueva York, 26 de septiembre de 1827) fue desde 1775 el más importante predicador metodista local de entre los de la primera época de los Estados Unidos, que recorrió como misionero buena parte del territorio de ese naciente país (limitado entonces a la costa este). Durante su ministerio, el metodismo estadounidense creció hasta convertirse en una de las más importantes confesiones religiosas. Mantuvo una posición antiesclavista.

## Metodismo
Kenneth E. Rowe's estudió los diarios de Garretson en su libro American Methodist Pioneer ("pionero metodista americano").
Freeborn Garretson comenzó su servicio religioso en la península Delmarva. Aunque era partidario del bando "patriota", no luchó en la Guerra de Independencia, y pasó un tiempo en la cárcel en Maryland. La mayor parte de los predicadores metodistas eran de procedencia británica, y habían retornado a su país de origen al comenzar la guerra. En 1784 emprendió una misión en Nueva Escocia. En 1788 comenzó su trabajo en el Estado de Nueva York, asentándose en la localidad de Rhinebeck donde se casó con Catherine Livingston. Desde entonces no salió de ese Estado, sirviendo en la First Methodist Church de Benner House (Mill Street). En su testamento dejó fondos para el mantenimiento perpetuo de un misionero metodista.

## Anti-esclavismo
Poco después de heredar varios esclavos, los liberó. Dejó escrito que una "voz" le movió a hacerlo. Sus diarios expresan un punto de vista antiesclavista, pero no revelan la extensión de su activismo. Una oleada de emancipaciones siguieron el ejemplo de Garrettson en Delmarva. Hacia 1810 el 76% de los negros de Delaware eran libres, aunque la esclavitud seguía siendo legal. La obra de Garrettson sobre el tema se tituló A Dialogue Between Do-Justice and Professing Christian ("diálogo entre Haz-Justicia [o el Juez-Do] y el cristiano profeso"). Entre los negros libertos estuvo el obispo Richard Allen, que fundó en Filadelfia la Bethel Church y la iglesia africana metodista episcopal (African Methodist Episcopal, A.M.E.).